# Ernst Roll
Hans Ernst Oscar Roll, född 19 mars 1900 i Ystad, död 4 december 1945, var en svensk flygkapten.
Han genomgick 1919 Thulins flygskola och var från 1924 flygkapten i AB Aerotransport. Han gjorde en uppmärksammad flygning Stockholm-Tromsö den 11 och 21 september 1930 för att frakta hem fotografier från den på Vitön återfunna Andrées polarexpedition. Den 14 december 1936 blev han Sveriges förste "flygmiljonär", det vill säga den förste att ha tillryggalagt en miljon flygkilometer bakom spakarna, och den 1 juli 1942 blev han dubbel flygmiljonär. Den 4 december 1945 omkom han och fem andra besättningsmän när deras plan, på väg från Göteborg till Bromma, klockan 23.20 störtade i Toresunds socken norr om Mariefred.
Han erhöll (senast 1940) Finlands Vita Ros' orden, Lettlands Tre Stjärnors orden, Aeroklubbens guldmedalj och guldplakett samt Svenska Luftfartsförbundets guldmedalj och var ordförande i flygarekårens intresseförening.